# A Channel Passage and Other Poems

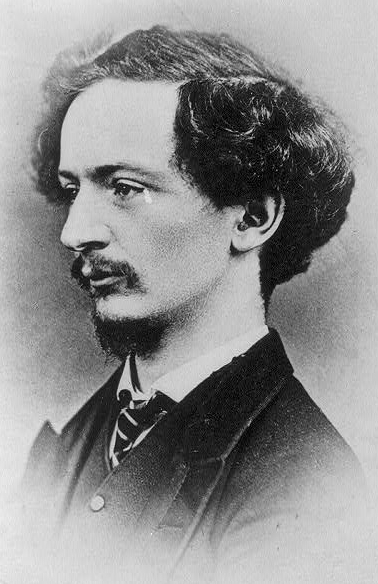
Algernon Charles Swinburne w 1901

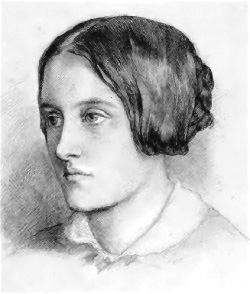
Dante Gabriel Rossetti, Portret siostry, Christiny Rossetti

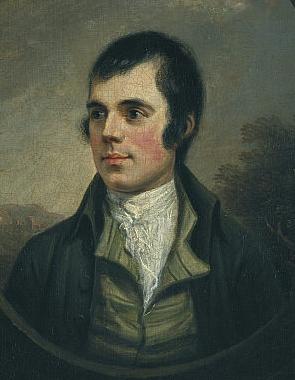
Alexander Nasmyth, Portret Roberta Burnsa

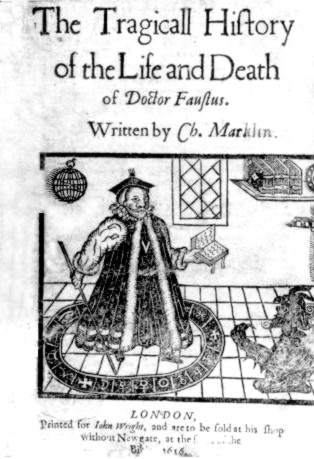
Strona tytułowa "Doktora Faustusa" Christophera Marlowe’a

A Channel Passage and Other Poems – tomik wierszy angielskiego poety Algernona Charlesa Swinburne’a, opublikowany w 1904 nakładem londyńskiego wydawnictwa Chatto & Windus, które drukowało wiele zbiorków poety. 

## Treść
Tom zawiera pięćdziesiąt sześć wierszy w tym utwór tytułowy. Osobną grupę stanowią wiersze, będące autorskimi komentarzami do dramatów elżbietańskich (Prologue to Doctor Faustus, Prologue to Arden of Feversham, Prologue to Old Fortunatus, Prologue to The Duchess of Malfy, Prologue to The Revenger's Tragedy, Prologue to The Broken Heart, Prologue to A Very Woman, Prologue to The Spanish Gipsy i Prologue to The Two Noble Kinsmen). W zbiorze znalazł się wiersz A New Year’ Eve będący elegią na cześć Christiny Rossetti. Hołdem złożonym wybitnemu szkockiemu poecie jest utwór Burns: An Ode, napisany przy użyciu ulubionej sześciowersowej zwrotki poety.

A fire of fierce and laughing light
That clove the shuddering heart of night
Leapt earthward, and the thunder's might
That pants and yearns
Made fitful music round its flight:
And earth saw Burns.

Charakter pochwalny ma też utwór The Afterglow of Shakespeare.

## Forma
Wiersze z omawianego tomu obfitują w aliteracje: Soft and sweet as the sky they smiled (A Channel Passage); Sudden, sublime, the strong storm spake (A Channel Passage); And swiftly and sweetly, when strength and breath fall short, and the dive is done,/Shoots up as a shaft from the dark depth shot, sped straight into sight of the sun; (The Lake of Gaube); Aliteracja była ulubionym środkiem stylistycznym poety, a jej zastosowanie można zauważyć w bardzo wielu jego lirykach i w tragedii Atalanta w Kalidonie. Poeta eksperymentuje z długimi wersami:

Far eastward, clear of the covering of cloud, the sky laughed out into light
From the rims of the storm to the sea's dark edge with flames that were flowerlike and white.
The leaping and luminous blossoms of live sheet lightning that laugh as they fade
From the cloud's black base to the black wave's brim rejoiced in the light they made.
Far westward, throned in a silent sky, where life was in lustrous tune.

Swinburne buduje także skomplikowane strofy, jak na przykład zwrotka dziewięciowersowa aabcccbdd w poematach The High Oaks i Barking Hall. A Year After.